# ディヴィーナ (競走馬)
ディヴィーナ（欧字名:Divina 香:神姬、2018年2月24日 - ）は、日本の競走馬。2023年の府中牝馬ステークスの勝ち馬である。
馬名の意味は、神がかっている（スペイン語）。

## 戦績

### 3歳・4歳（2021年・2022年）
2021年5月22日の中京競馬場・3歳未勝利戦（芝2000m）でようやくの初出走を迎え、差し切り勝ちでデビュー戦での初勝利を収めた。4戦目までは2000m台のレースが使われていたが、年末の5戦目からは距離をマイルに短縮した。
年をまたいだ2022年3月19日、3勝クラスの豊橋ステークスを勝利し、オープンクラスに昇格。初の重賞・初のGI挑戦で出走した5月15日のヴィクトリアマイルは11着に敗れた。8月14日の関屋記念もブービーの13着惨敗に終わり、秋は休養に充てた。

### 5歳（2023年）
1月21日のオープン特別・睦月ステークスより始動。1番人気に支持されたが、4着に敗れる。2月18日の京都牝馬ステークス、4月8日の阪神牝馬ステークスは共に二桁順位に沈んだ。2年連続での出走となったヴィクトリアマイルは直近2戦で大敗続き・前年の同レースでも二桁順位だったこともあり、16頭中ブービーの15番人気と全く期待されていなかったが、上がり最速・3ハロン33.1秒の末脚で上位3頭に肉薄し、低評価を覆す4着に大健闘した。7月23日の中京記念も鋭い末脚で先行勢を猛追したが、逃げるセルバーグをとらえきれず、1馬身半差の2着に惜敗。8月13日の関屋記念は先行策から直線で馬群を抜け出すも、ゴール手前でアヴェラーレに交わされ、またしても2着に敗れた。10月14日の府中牝馬ステークスは序盤は掛かかる様子を見せながらも逃げを打ち、向こう正面あたりで落ち着きを取り戻した後も後続に抜かせることなく、最後はルージュエヴァイユの猛追をハナ差でしのぎ切って念願の重賞初優勝を果たした。11月12日のエリザベス女王杯では道中中団のやや後ろでレースを進め、直線で大外から脚を伸ばすも7着に終わった。その後、香港に遠征して12月10日の香港マイルにクリスチャン・デムーロとのコンビで出走したが見せ場なく11着と惨敗した。

### 6歳（2024年）
引退レースとして、3月24日に行われた高松宮記念では後方で脚を溜め、直線で外へ持ち出すも伸びあぐねて11着に沈んだ。3月28日をもってJRAの競走馬登録を抹消された。引退後はノーザンファームで繁殖牝馬となる。

## 競走成績
以下の内容は、JBISサーチ、netkeiba.comおよび香港ジョッキークラブの情報に基づく。
| 競走日     | 競馬場 | 競走名           | 格   | 距離（馬場）  | 頭 数 | 枠 番 | 馬 番 | オッズ （人気） | 着順 | タイム （上り3F） | 着差 [秒] | 騎手        | 斤量 [kg] | 1着馬（2着馬）         | 馬体重 [kg] |
| ---------- | ------ | ---------------- | ---- | ------------- | ----- | ----- | ----- | --------------- | ---- | ----------------- | --------- | ----------- | --------- | ---------------------- | ----------- |
| 2021.05.22 | 中京   | 3歳未勝利        |      | 芝2000m（稍） | 11    | 2     | 2     | 006.60（4人）   | 01着 | 02:01.8（34.0）   | -0.5      | 0岩田望来   | 54        | （ウインリブルマン）   | 420         |
| 0000.06.19 | 阪神   | 3歳上1勝クラス   |      | 芝2000m（重） | 8     | 5     | 5     | 001.70（1人）   | 03着 | 02:03.0（35.9）   | -0.4      | 0岩田望来   | 52        | ジャッカル             | 424         |
| 0000.09.18 | 中京   | 金山特別         | 1勝  | 芝2200m（重） | 13    | 4     | 4     | 002.50（1人）   | 02着 | 02:12.8（35.3）   | -0.2      | 0川田将雅   | 52        | ワイドエンペラー       | 422         |
| 0000.10.17 | 阪神   | 3歳上1勝クラス   |      | 芝2000m（良） | 8     | 8     | 8     | 001.80（1人）   | 03着 | 02:02.9（35.7）   | -0.0      | 0川田将雅   | 53        | ダノンドリーマー       | 420         |
| 0000.12.12 | 中京   | 3歳上1勝クラス   |      | 芝1600m（良） | 16    | 1     | 2     | 002.50（1人）   | 01着 | 01:34.0（34.6）   | -0.2      | 0西村淳也   | 54        | （フィアスプライド）   | 414         |
| 2022.01.05 | 中京   | 4歳上2勝クラス   |      | 芝1600m（良） | 10    | 6     | 6     | 003.40（2人）   | 01着 | 01:35.3（33.5）   | -0.3      | 0C.デムーロ | 54        | （ジャスティンカフェ） | 416         |
| 0000.02.20 | 阪神   | 武庫川S          | 3勝  | 芝1600m（稍） | 9     | 5     | 5     | 001.80（1人）   | 06着 | 01:35.8（33.6）   | -0.5      | 0藤岡佑介   | 55        | シャーレイポピー       | 420         |
| 0000.03.19 | 中京   | 豊橋S            | 3勝  | 芝1600m（稍） | 16    | 1     | 1     | 006.60（4人）   | 01着 | 01:34.3（35.5）   | -0.0      | 0吉田隼人   | 55        | （ライティア）         | 420         |
| 0000.05.15 | 東京   | ヴィクトリアM    | GI   | 芝1600m（良） | 18    | 3     | 6     | 053.8（13人）   | 11着 | 01:32.9（33.6）   | -0.7      | 0武豊       | 55        | ソダシ                 | 420         |
| 0000.08.14 | 新潟   | 関屋記念         | GIII | 芝1600m（稍） | 14    | 7     | 11    | 013.80（5人）   | 13着 | 01:34.4（33.4）   | -1.1      | 0武豊       | 54        | ウインカーネリアン     | 428         |
| 2023.01.21 | 中京   | 睦月S            | OP   | 芝1600m（良） | 9     | 8     | 9     | 003.40（1人）   | 04着 | 01:34.7（34.0）   | -0.6      | 0福永祐一   | 55        | キングエルメス         | 430         |
| 0000.02.18 | 阪神   | 京都牝馬S        | GIII | 芝1400m（良） | 18    | 1     | 2     | 023.3（10人）   | 10着 | 01:21.0（34.0）   | -0.6      | 0坂井瑠星   | 55        | ララクリスティーヌ     | 428         |
| 0000.04.08 | 阪神   | 阪神牝馬S        | GII  | 芝1600m（稍） | 12    | 8     | 12    | 047.7（11人）   | 12着 | 01:35.3（34.9）   | -1.4      | 0池添謙一   | 55        | サウンドビバーチェ     | 424         |
| 0000.05.14 | 東京   | ヴィクトリアM    | GI   | 芝1600m（良） | 16    | 7     | 13    | 224.9（15人）   | 04着 | 01:32.4（33.1）   | -0.2      | 0M.デムーロ | 56        | ソングライン           | 422         |
| 0000.07.23 | 中京   | 中京記念         | GIII | 芝1600m（良） | 16    | 6     | 11    | 004.50（2人）   | 02着 | 01:33.3（34.9）   | -0.3      | 0M.デムーロ | 54        | セルバーグ             | 422         |
| 0000.08.13 | 新潟   | 関屋記念         | GIII | 芝1600m（良） | 17    | 1     | 1     | 005.70（2人）   | 02着 | 01:32.2（33.2）   | -0.1      | 0M.デムーロ | 55        | アヴェラーレ           | 426         |
| 0000.10.14 | 東京   | 府中牝馬S        | GII  | 芝1800m（良） | 13    | 5     | 7     | 004.70（2人）   | 01着 | 01:46.1（33.9）   | -0.0      | 0M.デムーロ | 55        | （ルージュエヴァイユ） | 428         |
| 0000.11.12 | 京都   | エリザベス女王杯 | GI   | 芝2200m（良） | 15    | 4     | 6     | 018.70（8人）   | 07着 | R2:13.0（34.5）   | -0.4      | 0M.デムーロ | 56        | ブレイディヴェーグ     | 428         |
| 0000.12.10 | 沙田   | 香港マイル       | G1   | 芝1600m（Gd） | 14    | 7     | 14    | 174.0（14人）   | 11着 | R1:35.22（34.63） | -1.12     | 0C.デムーロ | 55        | Golden Sixty           | 418         |
| 2024.03.24 | 中京   | 高松宮記念       | GI   | 芝1200m（重） | 18    | 7     | 15    | 060.9（13人）   | 11着 | R1:10.2（34.1）   | -1.3      | 0M.デムーロ | 56        | マッドクール           | 434         |

- 海外の競走の「枠番」欄にはゲート番を記載
- 香港のオッズ・人気は香港ジョッキークラブのもの（日本式のオッズ表記とした）

## 血統表
| ディヴィーナの血統        | ディヴィーナの血統                                                             | ディヴィーナの血統                                                             | （血統表の出典）                                                               | （血統表の出典）    |
| 父系                      | ロベルト系                                                                     | ロベルト系                                                                     | ロベルト系                                                                     | [ § 2 ]             |
| 父 モーリス 2011 鹿毛     | 父の父スクリーンヒーロー 2004 栗毛                                             | *グラスワンダー                                                                | Silver Hawk                                                                    | Silver Hawk         |
| 父 モーリス 2011 鹿毛     | 父の父スクリーンヒーロー 2004 栗毛                                             | *グラスワンダー                                                                | Ameriflora                                                                     |                     |
| 父 モーリス 2011 鹿毛     | 父の父スクリーンヒーロー 2004 栗毛                                             | ランニングヒロイン                                                             | *サンデーサイレンス                                                            | *サンデーサイレンス |
| 父 モーリス 2011 鹿毛     | 父の父スクリーンヒーロー 2004 栗毛                                             | ランニングヒロイン                                                             | ダイナアクトレス                                                               |                     |
| 父 モーリス 2011 鹿毛     | 父の母メジロフランシス 2001 鹿毛                                               | *カーネギー                                                                    | Sadler's Wells                                                                 | Sadler's Wells      |
| 父 モーリス 2011 鹿毛     | 父の母メジロフランシス 2001 鹿毛                                               | *カーネギー                                                                    | Detroit                                                                        |                     |
| 父 モーリス 2011 鹿毛     | 父の母メジロフランシス 2001 鹿毛                                               | メジロモントレー                                                               | *モガミ                                                                        | *モガミ             |
| 父 モーリス 2011 鹿毛     | 父の母メジロフランシス 2001 鹿毛                                               | メジロモントレー                                                               | メジロクインシー                                                               |                     |
| 母 ヴィルシーナ 2009 青毛 | 母の父ディープインパクト 2002 鹿毛                                             | *サンデーサイレンス                                                            | Halo                                                                           | Halo                |
| 母 ヴィルシーナ 2009 青毛 | 母の父ディープインパクト 2002 鹿毛                                             | *サンデーサイレンス                                                            | Wishing Well                                                                   |                     |
| 母 ヴィルシーナ 2009 青毛 | 母の父ディープインパクト 2002 鹿毛                                             | *ウインドインハーヘア                                                          | Alzao                                                                          | Alzao               |
| 母 ヴィルシーナ 2009 青毛 | 母の父ディープインパクト 2002 鹿毛                                             | *ウインドインハーヘア                                                          | Burghclere                                                                     |                     |
| 母 ヴィルシーナ 2009 青毛 | 母の母ハルーワスウィート 2001 栗毛                                             | Machiavellian                                                                  | Mr.Prospector                                                                  | Mr.Prospector       |
| 母 ヴィルシーナ 2009 青毛 | 母の母ハルーワスウィート 2001 栗毛                                             | Machiavellian                                                                  | Coup de Folie                                                                  |                     |
| 母 ヴィルシーナ 2009 青毛 | 母の母ハルーワスウィート 2001 栗毛                                             | *ハルーワソング                                                                | Nureyev                                                                        | Nureyev             |
| 母 ヴィルシーナ 2009 青毛 | 母の母ハルーワスウィート 2001 栗毛                                             | *ハルーワソング                                                                | Morn of Song                                                                   |                     |
| 母系(F-No.)               | (FN:12-c)                                                                      | (FN:12-c)                                                                      | (FN:12-c)                                                                      |                     |
| 5代内の近親交配           | - サンデーサイレンス：3×4 - Halo：4・5×5 - Northern Dancer：5×5 - Lyphard：5×5 | - サンデーサイレンス：3×4 - Halo：4・5×5 - Northern Dancer：5×5 - Lyphard：5×5 | - サンデーサイレンス：3×4 - Halo：4・5×5 - Northern Dancer：5×5 - Lyphard：5×5 | [ § 3 ]             |
| 出典                      | 1. 2. 3.                                                                       | 1. 2. 3.                                                                       | 1. 2. 3.                                                                       | 1. 2. 3.            |

- 半兄ブラヴァスは2020年新潟記念の勝ち馬。また叔父（母ヴィルシーナの半弟）に2017年ジャパンカップ馬シュヴァルグランが、叔母（母ヴィルシーナの全妹）に秋華賞・ドバイターフを制したヴィブロスがいる。
- そのほかの近親はグローリアスソング#主な牝系図を参照。